# وویون
وویون (به فرانسوی: Vouillon) یک کمون در فرانسه است که در اندر واقع شده‌است. وویلون ۱۴٫۹۸ کیلومتر مربع مساحت و ۲۶۰ نفر جمعیت دارد و ۱۶۰ متر بالاتر از سطح دریا واقع شده‌است.